# Sjeremetia
Sjeremetia (bulgariska: Шереметя) är ett distrikt i Bulgarien.   Det ligger i kommunen Obsjtina Veliko Tărnovo och regionen Veliko Tărnovo, i den centrala delen av landet, 200 km öster om huvudstaden Sofia.